# Caso delle maschere di piombo

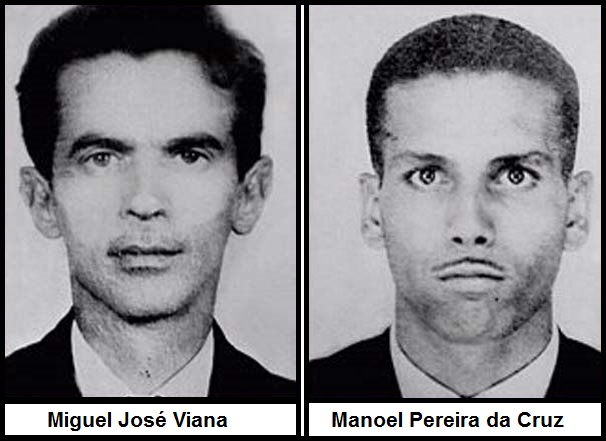
Manoel Pereira da Cruz e Miguel José Viana

Il caso delle maschere di piombo o anche il delitto delle maschere di piombo è un caso rimasto irrisolto avvenuto nell'agosto 1966 a Niterói, nello Stato di Rio de Janeiro in Brasile, dove vennero ritrovati i cadaveri di due uomini con una maschera di piombo sul volto; le cause della morte sono rimaste ignote e gli eventuali responsabili non sono mai stati rintracciati. Il caso interessò molto l'opinione pubblica e vennero avanzate diverse ipotesi, dal traffico di materiale radioattivo a fantomatiche cause paranormali, ma alla fine rimase un caso irrisolto.

## Storia
Nella mattinata del 17 agosto 1966 Manoel Pereira da Cruz (32 anni) e Miguel José Viana (34 anni) partirono in autobus da Campos dos Goytacazes per Niterói, distante circa 200 km a fine di rifornirsi di componenti elettronici e per trovare un'autovettura Volkswagen Sedan usata da acquistare e pertanto portarono con se circa 2.300.000 di cruzeiros. A una nipote che fece notare che sarebbe stato più economico acquistare l'auto a Campos dos Goytacazes, Viana ribatté che quello non era l'unico scopo del viaggio, e che al ritorno le avrebbe rivelato qualcosa di decisivo riguardo allo spiritismo.
Un collaboratore di Manoel Pereira da Cruz, Hèlcio (altrove "Elcio") Correia Gomes, in seguito per breve tempo indagato (e poi scagionato) come responsabile delle due morti, riferirà alla polizia di avere accompagnato quella mattina la coppia di amici fino alla stazione degli autobus di Campos, convinto che i due stessero andando a São Paulo; sempre stando alle dichiarazioni di Gomes, giunti all'ingresso, i due insistettero molto affinché l'amico non li accompagnasse fin dentro alla stazione.
Attorno alle 14.30, i due arrivarono a Niterói; le indagini appureranno che nel pomeriggio si recarono in un negozio di elettronica del quale erano già stati clienti in passato, il Fluoscop al numero 13 di Travessa Alberto Vitor, nel centro della città, senza tuttavia effettuare alcun acquisto o ordinazione. Testimoni dichiararono di averli notati in un negozio di abbigliamento, dove acquistarono due Impermeabili uguali. Alle 16.35 circa i due furono visti all'interno del Bar das relvas in avenida Marquês do Paraná, dove Viana acquistò una bottiglia d'acqua minerale con magnesio; la barista che serviva al banco riferirà agli inquirenti che l'atteggiamento di Viana attirò la sua attenzione, in quanto appariva molto nervoso e in preda a una fretta pressante, che manifestava controllando di continuo l'orologio. Tuttavia dopo avere pagato, ritirò lo scontrino che sarebbe servito per riavere la cauzione qualora avesse restituito la bottiglia vuota. Questa circostanza è stata più volte evidenziata per controbattere all'ipotesi di un duplice suicidio.
Un abitante del posto, il vigilante Raulino de Matos, dichiarerà agli inquirenti di averli notati arrivare ai piedi della collina di Morro do Vintem a bordo di una jeep, guidata da un uomo biondo, e in compagnia di altri uno o due uomini, mai identificati; una volta scesi dal mezzo, i due cominciarono a salire a piedi la collina, dove poi vennero rinvenuti i cadaveri.
La mattina del giorno successivo, un ragazzo di 18 anni, Paulo Cordeiro Azevedo dos Santos, vide i due corpi e avvisò una pattuglia di polizia che però non segnalarono il ritrovamento. Due giorni dopo, un altro ragazzo diciottenne, Jorge da Costa Alves, incuriosito dal forte odore, trovò i due cadaveri, avvisando la polizia che raggiunse il luogo del ritrovamento la mattina successiva.
Il ritrovamento dei documenti di identità nei vestiti, e i successivi accertamenti, portarono a identificare le vittime in Manoel Pereira da Cruz e Miguel José Viana, due tecnici elettronici, allontanatisi il 17 agosto precedente, per motivi di lavoro, dalla città di Campos dos Goytacazes, a circa 200 km dal luogo del ritrovamento a Niterói. I corpi, in stato di decomposizione, si trovavano distesi sulla schiena, i visi rivolti verso l'alto e le mani dietro alla nuca, come se stessero riposando. Erano adagiati su un letto di foglie di Attalea oleifera pindoba tagliate con un utensile affilato, ed indossavano, sopra ad abiti eleganti, due impermeabili nuovi e identici. Vicino ai cadaveri venne rinvenuto un paio di occhiali da sole con un anello infilato in una delle stanghette, un fazzoletto recante la sigla "M.A.S.", una bottiglia d'acqua minerale vuota ed un pacchetto contenente due tovaglioli umidi; nelle immediate vicinanze fu inoltre trovato un blocchetto rettangolare di cemento, ma non ci sono prove che sia collegato alla presenza dei due amici.
Ognuno dei due cadaveri portava, ancora appoggiata sul volto, una maschera in piombo, dalla foggia simile a una visiera per schermare gli occhi; dalla posizione in cui vennero trovate tali maschere, apparve evidente che erano indossate dalle vittime a mo' di occhiali al momento del decesso.

## Le vittime
Le due vittime, residenti nella popolosa città di Campos dos Goytacazes, erano amici e spesso avevano anche modo di lavorare insieme come tecnici elettronici. Dalle ricostruzioni effettuate, si può ritenere probabile che avessero l'intenzione di associarsi ed avviare un'attività in proprio, nel settore delle riparazioni elettriche ed elettroniche.
Entrambi sposati, risultarono appassionati di tecnologia e spiritismo; dalle dichiarazioni rilasciate dai loro conoscenti, si è appreso che erano affiliati a circoli esoterici segreti, e che entrambi sostenevano di essere in contatto con esseri di un altro pianeta.
In particolare Miguel, come molti brasiliani, era un convinto seguace dello spiritismo, e la sua influenza fu sicuramente determinante nella conversione alle dottrine spiritiste dello stesso Manoel. I due furono visti partecipare a tutte le sedute del Centro Espìrita Bom Jesus di Campos che si tennero nei mesi di giugno e luglio 1966. Come emerse dalle indagini, praticamente tutti gli appassionati di tecnologia nella zona di Campos erano anche entusiasti spiritisti, e una larga parte di loro era affiliata ad una o più di una delle molte associazioni segrete di stampo spiritistico presenti in Brasile.

## Le indagini
I due cadaveri vennero trovati in un punto impervio della collina allora conosciuta come Morro de Vintem (22°53′35″S 43°06′23″W), nella periferia della città di Niteroi. All'epoca dei fatti era una zona piuttosto tranquilla nei sobborghi della città, poi però divenne un luogo descritto da chi l'ha visitato come "spaventoso, con alcune zone disabitate ed altre in cui sorgono baracche [...] un labirinto di sentieri irregolari, salite tortuose, passaggi che si intersecano e tralicci dell'alta tensione".
La scena, per come apparve agli inquirenti, non fornì alcun indizio circa le cause della morte dei due tecnici, né tanto meno apparve in qualche modo comprensibile l'uso delle due maschere di piombo. Non vennero rilevate tracce di lotta o di violenza, ma anzi, tutto lasciava supporre che i due si fossero distesi sulle foglie, dopodiché fossero serenamente morti, nella posizione esatta in cui si trovavano. Per quanto, attraverso le indagini condotte dal commissario Oscar Nunes della 2° Delegacia de Policia di Niterói, sia stata ricostruita una cronologia di massima degli spostamenti delle vittime, tanto le cause di morte, quanto la funzione delle due maschere non furono mai chiarite. A rendere ancora più complicato il caso, contribuì il ritrovamento, nella stessa scena, di alcuni fogli di block notes contenenti, oltre a liste di componenti elettronici, una serie di istruzioni che, nonostante siano perfettamente intelligibili in quanto scritte con grafia chiara e ordinata in portoghese corretto, risultano particolarmente criptiche dal punto di vista del contenuto.

### I tre biglietti
Il primo biglietto riportava un elenco di materiali elettronici e parti di ricambio (tubi e valvole), ed una equazione riguardante l'applicazione della legge di Ohm; tali particolari non appaiono strani, se posti in relazione con la professione di tecnici elettronici che esercitavano le vittime.
Nel secondo foglio era riportata una sequenza di prescrizioni:
segunda-feira, um comprimido ao amanhecer jejum;
terca-feira um comprimido apos refeicao;
quarta-feira um comprimido ao deitar»
lunedì, una compressa al mattino a digiuno;
martedì una compressa dopo il pasto;
mercoledì una compressa prima di coricarsi»
(Bowen, C., op. cit.)
Il terzo biglietto riportava, anch'esso con una grafia che sarebbe poi risultata essere quella di Miguel José Viana:
18:30 Hs. ingerir cápsula após efeito, proteger metais aguardar sinal máscara»

### L'autopsia
La morte risaliva probabilmente al 17 agosto ma non se ne riuscì a determinare le cause (i corpi erano già in stato di putrefazione e non fu possibile effettuare un test tossicologico).  Inoltre, nel periodo in cui avvennero i fatti, l'ufficio di medicina legale di Niterói - Rio de Janeiro era oberato di lavoro, e le camere mortuarie nella zona erano già tutte occupate. Per questo motivo, tra l'altro, non fu possibile utilizzare le celle frigorifere per conservare i corpi il tempo necessario per eseguire esami più approfonditi. In ogni caso, in sede di autopsia non vennero rilevati traumi o ustioni che avessero potuto causare il decesso, e l'analisi degli organi interni non evidenziò tracce di intossicazione o avvelenamento; la causa della morte di entrambi fu quindi stabilita in "arresto cardiaco dovuto a cause sconosciute".
L'effettuazione di una nuova autopsia, disposta dalla magistratura l'anno successivo, e che venne effettuata il 25 agosto 1967, non portò alcun elemento di novità nelle indagini. Fu così che, nel maggio del 1969, vista la mancanza di indizi circa l'esistenza di un delitto, il procedimento penale aperto d'ufficio venne archiviato.
Uno degli elementi mai chiariti, in sede di autopsia, fu il motivo per cui, nonostante fossero rimasti esposti per tre giorni e quattro notti, i corpi non furono toccati da alcun animale, nonostante l'abbondanza, nella zona, di ratti, avvoltoi e altri divoratori di carogne.

### Le maschere
Sul viso di entrambi i cadaveri vi erano due maschere in piombo, sagomati a forma di occhiali protettivi di uso ignoto; dalle indagini della polizia emerse che, il 12 agosto precedente, un vicino trovò i due amici intenti a lavorare con martelli su un tubo di piombo; alla sua curiosità riguardo a quanto stessero facendo, i due risposero che stavano lavorando per evitare la fine del mondo, in quanto nel 1968 un ciclone avrebbe devastato il pianeta.
Tuttavia la sera stessa Dona Neil, moglie di Manoel, li vide mentre si provavano le maschere davanti ad uno specchio.
Secondo un articolo apparso il 16 settembre successivo sul settimanale O Cruzeiro, durante le indagini condotte dalla polizia, nel laboratorio a casa di Miguel José Viana vennero ritrovati gli avanzi del tubo di piombo dal quale erano state ricavate le due maschere. Durante le stesse ricerche, venne alla luce un libro che trattava di spiritismo e scienza, nel quale erano stati evidenziati passaggi riguardanti luminosità intensa, maschere, e spiriti guida.

### Risultati delle indagini
Le indagini terminarono con l'archiviazione del procedimento penale, non essendo stati ravvisati elementi decisivi a configurare alcun delitto. Tra l'altro, durante le indagini, il 27 agosto Helcio Correia Gomes venne arrestato con il sospetto di essere il responsabile della morte dei suoi amici, a causa di alcune contraddizioni nelle dichiarazioni rilasciate durante due interrogatori. Il fatto che, al momento della morte dei suoi amici, si trovasse a Campos, a 200 km di distanza, fece alla fine cadere tutte le accuse contro di lui.
Il caso venne archiviato come morte per cause naturali per entrambi i decessi.

## Le note manoscritte: interpretazioni
La chiave del mistero sembrerebbe essere nella seconda frase della nota, quella contenenti le istruzioni da eseguire (o il resoconto degli atti posti in essere) dopo le 18:30. Tale frase è comunque criptica, in quanto non è ben chiaro se la non meglio precisata capsula vada ingoiata dopo l'effetto di qualcosa, o se dopo che la capsula ha fatto il suo effetto vanno eseguite le successive istruzioni di proteggere i "metalli" ed attendere il "segnale maschera".
In effetti è possibile riscontrare che le varie traduzioni disponibili suonano tutte come:
"Alle ore 18:30 ingoiare la capsula, dopo l'effetto proteggere i metalli ed aspettare il segnale maschera".
Tuttavia tale versione è in contrasto con la trascrizione originale della nota, e appare funzionale a sbilanciare artificialmente gli elementi a favore di un'ipotesi di avvelenamento causato dalle capsule.
Infatti, se si ricostruiscono i fatti prestando fede alla trascrizione originale della frase, si ricava:
- Alle ore 18.30, dopo che si è assistito ad un evento che ha determinato un particolare "effetto", si deve ingoiare la "capsula";
- dopodiché, si deve disporre una protezione per i "metalli", che non vanno intesi come le maschere, in quanto le stesse sono identificate con l'oggetto della successiva istruzione, ovvero:
- attendere il segnale per indossare o rimuovere la "maschera"

Appare facile, in quest'ottica, ipotizzare l'acquisto e la successiva intossicazione a causa di materiali speciali di contrabbando, come potrebbero essere ad esempio metalli pesanti o radioattivi, per i quali sarebbe stata necessaria una manipolazione particolare (e comunque molto più sofisticata rispetto alle procedure amatoriali messe in atto dalle vittime, che avrebbero inteso ripararsi dalle emissioni con impermeabili e maschere in piombo, e manipolare/custodire i "metalli" utilizzando dei tovaglioli).
In effetti, secondo alcune ricostruzioni giornalistiche, una delle possibili cause di decesso potrebbe essere il contatto con sostanze radioattive. Ipotizzando l'eventuale traffico di materiale radioattivo di contrabbando, le vittime avrebbero avuto la necessità, prima di effettuare l'acquisto, di accertarsi della natura del materiale, il quale sarebbe pertanto dovuto essere liberato dal suo involucro protettivo. Ai due potrebbe essere stata data l'indicazione di attendere i primi sintomi di malessere, dopodiché ingoiare una capsula che avrebbe rimosso la contaminazione dall'organismo. Una volta assunto tale farmaco, ed accertata la natura dei metalli, questi avrebbero potuto essere nuovamente schermati per evitare ulteriori contaminazioni.
A rendere questa ipotesi plausibile, esiste nella storia recente del Brasile un inquietante episodio di contaminazione da Cesio-137, il famigerato Incidente di Goiânia, nel quale la manipolazione di materiale radioattivo, proveniente da apparecchiature mediche per radiografie (rubate da una clinica abbandonata), causò l'intossicazione e la morte di almeno 4 persone e la contaminazione di almeno altre 249.
A sfavore di tale interpretazione (sempre che non si ipotizzi un'intossicazione dall'effetto più rapido, o il soffocamento causato da vapori chimici) pende comunque il fatto che le vittime sembrerebbero essere decedute serenamente ed in modo quasi immediato, tanto che, come anche riportato nei verbali di polizia, giacevano composte una a fianco all'altra, e portavano ancora le maschere di piombo sugli occhi.
Seguendo invece l'interpretazione tradizionale, è possibile ipotizzare la seguente ricostruzione:
- Alle ore 18.30 viene ingoiata la "capsula";
- dopo avere atteso che la stessa abbia fatto il suo "effetto", si eseguono le operazioni necessarie a proteggere i "metalli",
- dopodiché si attende il segnale per indossare o rimuovere la "maschera".

Tale interpretazione appare più in linea con l'ipotesi di un avvelenamento dovuto all'effetto delle capsule stesse, come se queste contenessero veleno, e le vittime fossero state indotte ad ingerirle da qualcuno sotto la prospettiva di mirabolanti effetti o rivelazioni. In effetti gli inquirenti esaminarono anche la possibilità che i due amici fossero stati attirati in una trappola da altri appassionati di esoterismo, i quali, al corrente dei motivi del viaggio a Niterói, ed informati sulla forte somma di denaro che i due portavano con sé, facendo leva sulla comune passione per il paranormale, ed approfittando dell'ingenuità dei due tecnici, avrebbero architettato una messinscena per derubarli.
In ogni caso, prestando fede alla tempistica dettata dalle note, resta un mistero cosa sarebbe dovuto avvenire nelle due ore che trascorsero tra l'arrivo alle 16.30 al "local determinado", e le 18:30, ora in cui i due subirono l'"efeito" che fu la probabile causa della loro morte.
È importante notare che i due amici furono visti entrare nel Bar das Relvas, dove acquistarono la bottiglia d'acqua, alle ore 16.35 circa, quindi il "local determinado" dove era previsto si trovassero alle 16.30 potrebbe essere stato proprio quello stesso bar.
Va inoltre evidenziato che, durante le indagini, emerse che, nonostante la grafia fosse inequivocabilmente riconducibile alla mano di Miguel José Viana, la costruzione delle frasi ed alcuni dei vocaboli utilizzati non appartenevano al lessico delle due vittime. Tale circostanza ha portato ad ipotizzare che le istruzioni furono copiate, o, più probabilmente, vennero scritte sotto dettatura; in effetti questo non è l'unico elemento che fa supporre la presenza di almeno un'altra persona sul luogo, col ruolo di dirigere il bizzarro esperimento al quale i due evidentemente si stavano sottoponendo. In particolare, è stato rilevato che, nonostante ogni cadavere giacesse su di una sorta di giaciglio di foglie recise di palmizio, sulla scena non venne mai trovata alcuna lama o utensile tagliente.

## Le due esplosioni: Atafona e Campos
Secondo quanto riferito da molti testimoni, il 13 giugno 1966, su invito di Miguel José Viana e di Manoel Pereira da Cruz, un gruppo di amici, tra cui Helcio Correia Gomes ed un tale Valdir, si recarono alla spiaggia di Atafona (nel comune di São João da Barra), dove, appena arrivati, assisterono ad una esplosione così violenta che gli edifici tremarono in un raggio di 10–15 km, ed i vetri di numerose finestre andarono in frantumi. I testimoni, tra i quali alcuni pescatori del luogo, descrissero il fenomeno con l'apparizione di un oggetto luminoso, il quale era prima sceso dal cielo fino al mare, per poi risalire e generare un lampo accecante. L'esplosione venne avvertita fino alla città di Campos.
Nonostante anche in questo caso si fossero sprecate congetture riguardo ad alieni o fenomeni paranormali, la spiegazione più probabile è che si sia trattato del lancio di un artifizio pirotecnico, probabilmente nell'ambito di una sorta di esperienza mistica, o un esperimento di contatto con presunte entità extraterrestri.
Nello stesso articolo tratto dal settimanale O Cruzeiro del 16 settembre 1966, si riporta tra l'altro che sia l'intelligence della Marina sia quella dell'Aeronautica militare brasiliana si stavano interessando tanto all'esplosione quanto alle due misteriose morti, facendo supporre una relazione tra i due eventi. Inoltre veniva riportato che durante il monitoraggio delle frequenze radio, il 12 giugno 1966, la sera prima dell'esplosione, era stata captata una strana conversazione (mai divulgata) fra 3 operatori identificati come CKJ-22, CK-22 e CKJ-21, nominativi che non corrispondevano ad alcuno di quelli iscritti nel registro dei radioamatori brasiliani.
L'avvenimento nella spiaggia di Atafona viene spesso messo in relazione (ed a volte confuso) con l'esplosione che avvenne a Campos dos Goytacazes, nel giardino della casa di Manoel Pereira da Cruz, durante la costruzione o il collaudo di un'apparecchiatura elettronica la cui natura non è mai stata identificata, ma che a quanto pare rientrava negli esperimenti di natura mistico-esoterica ai quali i due amici si dedicavano.
L'episodio dell'esplosione avvenuta nel giardino di Manoel a Campos, alla quale assistette anche Hélcio Gomes, fu confermato da diversi testimoni, tra i quali anche il padre dello stesso Manoel, Sebastião da Cruz.

## Ulteriori sviluppi

### Il cadavere del Morro do Cruzeiro
Dopo che il caso assunse le proporzioni di un giallo nazionale, si scoprì che, nel 1962, il corpo di un tecnico radiotelevisivo di nome Hermes Luiz Feitosa (in altre fonti indicato come di nazionalità francese) era stato ritrovato nella stessa zona di Niterói, in una bassa collina chiamata Morro do Cruzeiro (22°54′27″S 43°06′27″W). Le indagini avevano rivelato che la vittima si era recata in quel luogo col preciso intento di sperimentare presunte doti psichiche che gli avrebbero permesso di captare segnali radiotelevisivi senza l'ausilio di strumenti elettronici, ma solo col potere della mente. Sulla scena venne trovata una maschera di piombo del tutto simile alle altre due, anche se invece di essere posizionata sul viso del cadavere, era stata trovata al suo fianco. Questa circostanza indusse la magistratura a riaprire il fascicolo relativo al 1962, in considerazione di una possibile relazione tra i due casi.

### I fatti di Grumari
Il 4 marzo 1986 i cadaveri di due giovani vennero rinvenuti in una spiaggia del quartiere di Grumari (Rio de Janeiro). Le particolarità dell'episodio resero quasi automatico un parallelismo con i morti di Morro do Vintem, sebbene le circostanze, ancorché per certi versi richiamino elementi dell'altro caso, non appaiono comunque del tutto assimilabili.
Le due vittime, Olavo Menna Barreto Ferreira Neto (25 anni, informatico, figlio di uno dei dentisti più importanti di Rio, proprietario di diverse zone di pregio a Barra da Tijuca) e Wellington Barros Wanderley (24 anni, fattorino), erano entrambi grandi appassionati di ufologia, e spesso partecipavano a riunioni ed appostamenti notturni con altri appassionati, con l'intenzione di effettuare avvistamenti di UFO.
Gli elementi raccolti dagli investigatori della 16° Delegacia de Policia sulla scena comprendevano:
- una bottiglia da 1 litro di bevanda gassata, vuota;
- due bicchieri di plastica;
- un flacone di guaranà in polvere, vuoto e privo di tappo, ma da cui si sprigionava un odore di ammoniaca;

L'odore di ammoniaca fece sospettare che i decessi fossero avvenuti come conseguenza di un caso di avvelenamento, ed in relazione a questa eventualità venne aperto un procedimento penale (il n° 000952/86), con l'ipotesi di duplice omicidio; i reperti vennero inviati all'istituto di medicina legale Carlos Éboli, dove le analisi effettuate permisero di accertare la presenza di un potente pesticida fosforganico, come specificato nella relazione ufficiale (nº 01738/016/86).
Pur essendo state chiarite le cause di morte, non ne sono mai stati spiegati in modo soddisfacente i motivi.
Il fatto che fossero appassionati di ufologia ha portato ad ipotizzare che si siano dati volontariamente la morte, nel desiderio di contattare esseri alieni.
Secondo quanto si apprese durante le indagini, nei circoli spiritisti che i due frequentavano, erano state avanzate teorie che prevedevano la separazione dell'anima dalla materia come unico metodo per raggiungere dimensioni superiori di conoscenza.

### Interesse internazionale
Il 5 maggio 1980, il quotidiano di San Paolo Diario da Noite uscì con un articolo in cui si riportava che il matematico, astrofisico ed ufologo (critico) francese Jacques Vallee si trovava a Niterói, per studiare il caso. Nell'articolo, oltre a rappresentare la situazione sulla base degli elementi già noti, si fece riferimento ad un particolare mai rivelato prima, ovvero il ritrovamento, vicino ai cadaveri, di un riquadro di carta o di cellophane impregnato di una materia sconosciuta. La maniera in cui era piegato fece supporre che fosse stato usato come una sorta di improvvisato bicchiere, come se fosse stato necessario mescolare qualcosa all'acqua.
Successivamente, lo stesso Vallée trattò il caso, da un punto di vista critico, nel suo volume Confrontations – A Scientist's Search for Alien Contact. Nel capitolo relativo alla vicenda, l'autore fa riferimento, tra l'altro, ad un sopralluogo che effettuò nella zona, insieme alla moglie Janine, all'ispettore di polizia Saulo Soares de Souza, al giornalista di cronaca giudiziaria Mario Dias, al fotografo Alberto Dirma e ad un interprete. Il sopralluogo avvenne nel 1980, e nonostante fossero trascorsi 14 anni dal ritrovamento, tutti i presenti ebbero modo di rilevare come, nel punto in cui erano stati rinvenuti i cadaveri, il terreno era completamente privo di vegetazione, quasi calcinato con motivi che sembravano ricalcare le sagome dei due corpi; al contrario, nell'area tutta attorno, la vegetazione era presente e rigogliosa. L'autore attribuì tuttavia tale particolarità al fatto che i corpi, prima di essere rimossi, sarebbero stati abbondantemente cosparsi di formaldeide, allo scopo di rallentarne il processo di decomposizione.

## Ipotesi
Le spiegazioni possibili per il decesso di Manoel Pereira da Cruz e di Miguel José Viana sono praticamente infinite, soprattutto a causa della mancanza di informazioni attendibili che possano definire in modo preciso le cause di morte. Come già detto, le autopsie vennero eseguite in modo superficiale, dopo che gli organi interni erano stati ormai corrotti dalla putrefazione, e con i limiti tecnici dell'epoca.
Tra l'altro, il caso è tradizionalmente associato ad ipotesi di complotto o di contatti con entità extraterrestri, fattore questo che per molti anni ha impedito un approccio rigorosamente scientifico al problema, e che, ancora oggi, rende l'intera vicenda più un argomento per trasmissioni sensazionalistiche che uno stimolo per la ricerca della verità.
I punti fermi nella ricostruzione dei fatti sono pochi, ma perlomeno su un fatto non appaiono sussistere dubbi: la morte dei due giovani avvenne durante quello che può essere considerato un esperimento di natura esoterica, al quale stavano prestando la propria volontaria partecipazione.

### Omicidio
Una delle teorie maggiormente accreditate è quella dell'omicidio per rapina. È infatti provato che i due amici portassero con loro una grossa somma di denaro, circa 2.300.000 di cruzeiros dell'epoca, attualmente corrispondenti a circa 3.000 real, con l'intento dichiarato di acquistare un'automobile usata. Il valore al dicembre 2014 di tale somma si aggirerebbe sui 940,00 euro, anche se una conversione precisa non è possibile, a causa dell'altissimo tasso di inflazione del cruzeiro brasiliano all'epoca degli avvenimenti; resta tuttavia il fatto che si trattava di una cifra piuttosto cospicua, soprattutto se rapportata all'economia dell'epoca.
Secondo un articolo pubblicato sul quotidiano di San Paolo Última Hora il 24 agosto 1966, oltre agli orologi, che i due avevano tolto dai polsi e riposto in tasca, addosso a Miguel venne trovata una busta di plastica contenente 157.000 cruzeiros (circa 64 euro attuali), mentre nelle tasche di Manoel venne rinvenuta la somma di 4.000 cruzeiros (circa 5 euro).
Tali circostanze, unitamente al fatto che i due amici vennero visti giungere ai piedi della collina in compagnia di alcuni sconosciuti, ha fatto ipotizzare che tanto le maschere, quanto i biglietti con le misteriose istruzioni, facessero parte di una elaborata messinscena, attuata per attirare con l'inganno i due in una zona isolata; dopodiché, con la prospettiva di assistere ad un contatto con entità aliene, furono indotti ad assumere un veleno che li avrebbe uccisi immediatamente, in modo da poter venire in possesso della somma di denaro senza grosse difficoltà. Esiste la testimonianza di un certo Hamilton Bezani, il quale nel 1969, mentre scontava una pena detentiva nel carcere di San Paolo, dichiarò che il delitto era stato progettato nell'ambito di un gruppo di spiritisti di Niterói, del quartiere di Cubango. Questo gruppo era diretto da una donna di nome Helena, che era venuta a conoscenza del denaro quando le vittime erano arrivate nel quartiere, in cui evidentemente avevano conoscenze nei circoli spiritisti. Gli esecutori materiali del duplice omicidio, avvenuto per avvelenamento, sarebbero stati lo stesso Hamilton Bezani ed altri tre complici (conosciuti solamente con i soprannomi di Espanhol, Wilson Alemao e Acàcio), per appropriarsi di una somma pari a 6.000.000 di cruzeros. A causa delle numerose contraddizioni nella versione di Bezani, la sua confessione è stata liquidata come un insieme di menzogne, finalizzate ad ottenere favori durante la reclusione.
La sparizione del denaro non rende tuttavia esclusivo l'omicidio per rapina come spiegazione, in quanto è anche possibile che i cadaveri, rimasti per due giorni sulla collina, possano essere stati trovati da altre persone, che li frugarono e asportarono il denaro, senza contare che lo stesso comportamento dell'agente che per primo seppe della presenza dei cadaveri fu oggetto di un'indagine in tal senso. Tuttavia, da questo punto di vista, appare importante notare come gli orologi non furono toccati, il che sarebbe in contrasto con l'ipotesi predatoria. E, in ogni caso, la somma di denaro potrebbe anche essere stata presa allo scopo di sviare le indagini.

### Uso di sostanze psicotrope
Un'altra teoria riguarda l'uso, da parte delle vittime, di alcaloidi, ed in particolare dell'LSD, come mezzo per entrare in comunicazione, in un'esperienza extrasensoriale, con entità provenienti da altri pianeti. I decessi sarebbero quindi avvenuti per l'intossicazione da acido lisergico, dopo che i due avrebbero assunto una dose eccessiva di sostanza. Tale aspetto appare plausibile anche alla luce delle dichiarazioni rilasciate da una figura di riferimento nella comunità spiritistica del paese, due settimane dopo la scoperta dei cadaveri, dichiarazioni pubblicate il 31 agosto sul quotidiano Folha de São Paulo. Nell'articolo, un certo Caio Miranda, che si presentava come un "maestro di yoga", descriveva quanto fosse diffuso l'uso di sostanze psichedeliche tra gli affiliati delle associazioni che si interessavano di spiritismo, e metteva apertamente in relazione l'assunzione di LSD o di mescalina con la morte dei due amici.

### Incontri ravvicinati con entità extraterrestri
Coloro che propendono per l'ipotesi di un contatto con extraterrestri andato male, in genere citano la testimonianza della signora Gracinda Barbosa Coutinho de Souza, un'abitante di Fonseca, nella zona del Morro do Vintem, la quale nel tardo pomeriggio del giorno 17 si trovava a transitare, insieme a tre dei suoi figli (due bambine ed un bambino) in Alameda São Boaventura, nei pressi della collina, di ritorno da una riunione religiosa. Tutti e quattro affermarono di avere visto un oggetto, dalla forma ovale e di colore arancione, sorvolare la collina, per poi fermarsi in un punto preciso sopra di essa per alcuni minuti. L'oggetto appariva altresì emettere lampi di luce in ogni direzione.

### Spiritismo ed esperimenti nel campo dell'occulto
All'epoca in cui si svolsero i fatti, padre Oscar González Quevedo, uno dei più importanti studiosi brasiliani di occultismo e parapsicologia, in un'intervista al quotidiano O Globo dichiarò che le vittime erano decedute nel corso di un esperimento di occultismo, durante il quale le emissioni luminose provenienti da un non meglio identificato "nuovo mondo" avrebbero dovuto stimolare il "terzo occhio" dei partecipanti.
Tuttavia tali emissioni sarebbero state anche estremamente pericolose, tanto da fulminare chi si sottoponeva all'esperienza: le maschere di piombo avrebbero quindi svolto la funzione di proteggere i partecipanti dal rischio.
Secondo la ricostruzione di Quevedo, i partecipanti si sarebbero dovuti preparare all'esperienza assumendo sostanze stupefacenti per entrare in trance, a digiuno, al fine di indurre nel corpo uno stato di squilibrio psicofisico. Questi tipi di esperienza sarebbero conosciuti come PSI-gamma (in cui l'anima viene liberata per acquisire uno stato di astrazione spirituale), ed iperestesia (in cui i sensi, sovra-eccitati, sono utilizzati per captare gli aspetti più sottili della realtà).

### Fulmini globulari

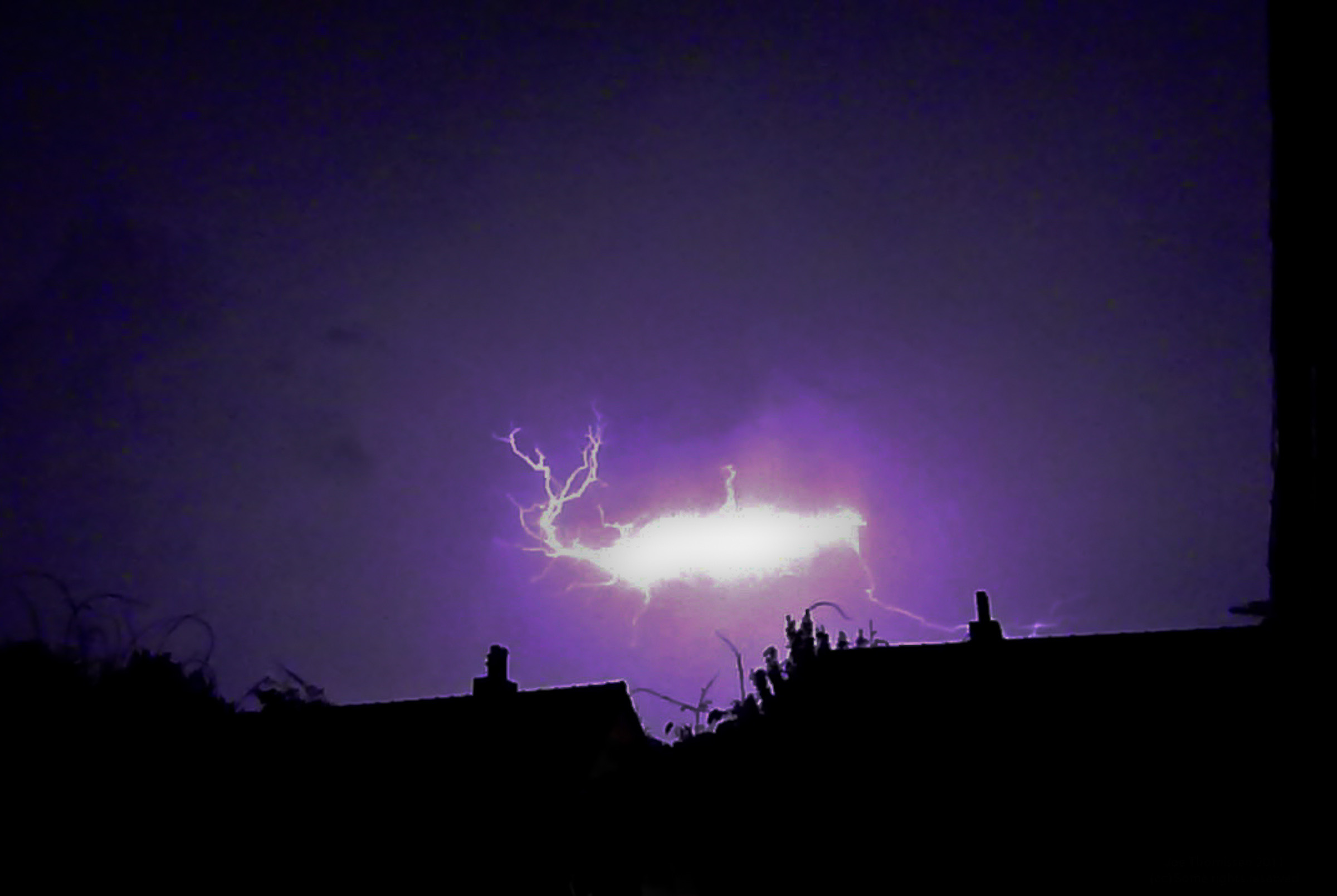
Un fulmine globulare (Maastricht, 28 giugno 2011)

La spiegazione più semplice, e forse per questo la meno attraente, può essere ricavata ricomponendo i vari elementi oggettivi riscontrati:
- le condizioni atmosferiche non erano buone, tanto che aveva iniziato a piovere;
- i due amici, per motivi ignoti (probabilmente nell'ambito di un esperimento di natura spiritista), avevano indossato due maschere di metallo;
- testimoni hanno dichiarato di avere visto globi di luce nella zona della collina, nelle ore in cui presumibilmente le vittime sono morte.

Sommando gli elementi oggettivi sopra indicati, la comparsa di fulmini globulari, facilitata dalla presenza del metallo, apparirebbe la spiegazione razionalmente più affidabile per spiegare i decessi, mentre il denaro sarebbe stato sottratto da chi per primo raggiunse i cadaveri.